# 야생오리 성단
야생오리 성단 (M11, NGC 6705)는 방패자리에 있는 산개 성단이다. 1681년 고트프라이드 커치에 의해 발견되었으며, 1764년 샤를 메시에가 메시에 천체 목록에 넣었다.
M11는 지구에서 6,200 광년 떨어져 있으며, 겉보기 등급은 6.3등급이다. 시직경은 14분으로 알려진 산개 성단중 가장 밀집된 성단 중 하나이다. 내부는 2,900 여개의 별들로 구성되어 있으며, 약 2억 2,000만 년 전에 형성된 것으로 추정된다.

## 같이 보기
- 메시에 천체 목록